# Lancia Beta HPE

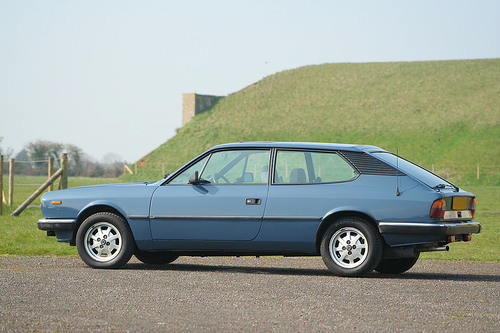
Lancia Beta HPE

De Lancia Beta HPE is een auto van het Italiaanse automerk Lancia. Het model werd geproduceerd vanaf 1975 tot en met 1984 en was een variant uit de Lancia Beta-serie. De afkorting HPE staat voor High Performance Estate, later gewijzigd in het beter klinkende High Performance Executive. De HPE heeft de speciaal door Aurelio Lampredi voor Lancia ontworpen Lampredi-motor die in veel Fiats en Lancia’s is gebruikt.
De Beta HPE is een driedeurs sportwagen of shooting brake met voorwielaandrijving. Dit model had Berlina's vloerpan met langere wielbasis gecombineerd met de voorkant en deuren van de coupé. De HPE werd in eigen huis bij Lancia gestyled door het team van Castagno, met Castagnero als adviseur. Bij de lancering van het model werd het geleverd met 1600 of 1800 twincam-motoren; deze werden in november van hetzelfde jaar vervangen door nieuwe 1.6 en 2.0 motoren. In 1978 kwam, net als andere Beta-modellen, automatische transmissie beschikbaar samen met stuurbekrachtiging. Het model werd in 1979 omgedoopt tot de Lancia HPE (zonder de Beta) en kreeg in de herfst van 1981 de optie van een brandstofinjectie 2.0 motor. In 1984 kwam een 2.0VX supercharged versie beschikbaar (Volumex). Net als alle andere auto's in de Beta-reeks werd de productie van de HPE in 1984 stopgezet.
Er zijn in totaal 71.258 exemplaren gebouwd.
Huidige modellen:
Ypsilon
Recente modellen:
Dedra · 
Delta · 
Flavia · 
K · 
Lybra ·
Musa · 
Phedra ·
Prisma · 
Thema · 
Thesis · 
Trevi ·
Voyager - 
Y · 
Y10 · 
Z
Historische modellen na de Tweede Wereldoorlog:
2000 · 
Appia · 
Aurelia · 
Beta · 
D20 · 
D23 · 
D24 · 
D25 · 
D20 · 
Flaminia · 
Flavia · 
Fulvia · 
Gamma · 
Stratos
Historische modellen tijdens het Interbellum:
12 cil V · 
Aprilia · 
Ardea · 
Artena · 
Astura · 
Augusta · 
Dikappa · 
Dilambda · 
Kappa · 
Lambda · 
Trikappa
Historische modellen voor de Eerste Wereldoorlog:
Alfa · 
Beta 15/20HP · 
Dialfa · 
Didelta · 
Delta 20/30HP · 
Epsilon · 
Eta · 
Gamma 20HP · 
Theta · 
Zeta 12/15HP